# Communauté de communes de la Sommerau
La Communauté de communes de la Sommerau est une ancienne intercommunalité située dans le département du Bas-Rhin qui regoupait 3 communes. Elle a fusionné au 1er janvier 2013 avec la communauté de communes du Pays de Marmoutier pour former la communauté de communes du Pays de Marmoutier-Sommerau.

## Historique
La communauté de communes de la Sommerau a été créée 1er janvier 1994.

## Composition
- Allenwiller
- Birkenwald
- Salenthal

## Administration
La communauté de communes de la Sommerau avait son siège à Allenwiller. Son dernier président était Roger Muller, maire d'Allenwiller.